# Szánkó a 2012. évi téli ifjúsági olimpiai játékokon
A 2012. évi téli ifjúsági olimpiai játékokon a szánkó versenyeit január 15-e és január 17-e között rendezték Innsbruckban. Összesen 4 versenyszámban, fiú és lány egyesben, fiú kettesben és vegyes csapatversenyben avattak ifjúsági olimpiai bajnokot.
A vegyes csapatversenyben egy csapatot azonos nemzetből egy-egy fiú és lány, valamint egy fiú páros alkotott. A három futam összesített eredménye határozta meg a végső sorrendet.

## Éremtáblázat
(A táblázatokban a rendező ország sportolói eltérő háttérszínnel, az egyes számoszlopok legmagasabb értéke, vagy értékei vastagítással kiemelve.)
| A 2012. évi téli ifjúsági olimpiai játékok éremtáblázata szánkóban | A 2012. évi téli ifjúsági olimpiai játékok éremtáblázata szánkóban | A 2012. évi téli ifjúsági olimpiai játékok éremtáblázata szánkóban | A 2012. évi téli ifjúsági olimpiai játékok éremtáblázata szánkóban | A 2012. évi téli ifjúsági olimpiai játékok éremtáblázata szánkóban | Olimpia  |
| ------------------------------------------------------------------ | ------------------------------------------------------------------ | ------------------------------------------------------------------ | ------------------------------------------------------------------ | ------------------------------------------------------------------ | -------- |
|                                                                    | Ország                                                             | Arany                                                              | Ezüst                                                              | Bronz                                                              | Összesen |
| 1.                                                                 | Németország (GER)                                                  | 1                                                                  | 3                                                                  | 1                                                                  | 5        |
| 2.                                                                 | Ausztria (AUT)                                                     | 1                                                                  | 0                                                                  | 1                                                                  | 2        |
| 2.                                                                 | Egyesült Államok (USA)                                             | 1                                                                  | 0                                                                  | 1                                                                  | 2        |
| 4.                                                                 | Olaszország (ITA)                                                  | 1                                                                  | 0                                                                  | 0                                                                  | 1        |
|                                                                    |                                                                    |                                                                    |                                                                    |                                                                    |          |
| 5.                                                                 | Lettország (LAT)                                                   | 0                                                                  | 1                                                                  | 1                                                                  | 2        |
|                                                                    |                                                                    |                                                                    |                                                                    |                                                                    |          |
| Összesen                                                           | Összesen                                                           | 4                                                                  | 4                                                                  | 4                                                                  | 12       |

## Érmesek
| A 2012. évi téli ifjúsági olimpiai játékok érmesei szánkóban |                                                                                   |                                                                                |                                                                                           |
| Versenyszám                                                  | Arany                                                                             | Ezüst                                                                          | Bronz                                                                                     |
| Fiú egyes                                                    | Christian Paffe · Németország (GER)                                               | Riks Kristens Rozitis · Lettország (LAT)                                       | Toni Graefe · Németország (GER)                                                           |
| Lány egyes                                                   | Miriam-Stefanie Kastlunger · Ausztria (AUT)                                       | Saskia Langer · Németország (GER)                                              | Ulla Zirne · Lettország (LAT)                                                             |
| Fiú kettes                                                   | Olaszország (ITA) · Florian Gruber · Simon Kainzwaldner                           | Németország (GER) · Tim Brendl · Florian Funk                                  | Egyesült Államok (USA) · Ty Andersen · Pat Edmunds                                        |
| Vegyes csapatverseny                                         | Egyesült Államok (USA) · Summer Britcher · Tucker West · Ty Andersen, Pat Edmunds | Németország (GER) · Saskia Langer · Christian Paffe · Tim Brendl, Florian Funk | Ausztria (AUT) · Miriam-Stefanie Kastlunger · Armin Frauscher · Tomas Steu, Lorenz Koller |

## Naptár
| 2012. január | 15    | 16     | 17            | Összesen |
| ------------ | ----- | ------ | ------------- | -------- |
| Fiú          | egyes | kettes |               | 2        |
| Lány         |       | egyes  |               | 1        |
| Vegyes       |       |        | csapatverseny | 1        |
| Összesen     | 1     | 2      | 1             | 4        |

## Részt vevő nemzetek
A versenyeken 21 nemzet 70 sportolója vett részt.
| Nemzet              | Fiúk | Lányok | Kettes | Csapatverseny | Összesen |
| ------------------- | ---- | ------ | ------ | ------------- | -------- |
| Ausztrália          | 1    |        |        |               | 1        |
| Ausztria            | 2    | 2      | 1      | X             | 6        |
| Bosznia-Hercegovina | 1    |        |        |               | 1        |
| Bulgária            | 1    |        |        |               | 1        |
| Csehország          |      | 1      |        |               | 1        |
| Egyesült Államok    | 2    | 2      | 1      | X             | 6        |
| Horvátország        |      | 2      |        |               | 2        |
| Kanada              | 2    | 1      |        |               | 3        |
| Kazahsztán          | 1    | 1      | 1      | X             | 4        |
| Lengyelország       | 1    | 1      | 1      | X             | 4        |
| Lettország          | 2    | 1      | 1      | X             | 5        |
| Németország         | 2    | 1      | 1      | X             | 5        |
| Norvégia            |      | 2      |        |               | 2        |
| Olaszország         | 1    | 2      | 1      | X             | 6        |
| Oroszország         | 2    | 2      | 1      | X             | 6        |
| Románia             | 1    | 2      | 1      | X             | 5        |
| Szlovákia           | 1    | 2      | 1      | X             | 5        |
| Svájc               | 1    |        |        |               | 1        |
| Tajvan              | 1    |        |        |               | 1        |
| Ukrajna             | 2    | 2      | 1      | X             | 6        |
| Új-Zéland           | 1    |        |        |               | 1        |
| Összes versenyző    | 25   | 24     | 22     | 40            | 70       |
| Összes nemzet       | 18   | 15     | 11     | 11            | 21       |